# Ceratosolen emarginatus
Ceratosolen emarginatum Mayr, 1906, è un insetto imenottero della famiglia Agaonidae.
È l'insetto impollinatore di Ficus auriculata.